# Yongjing
Der Kreis Yongjing (chinesisch 永靖县, Pinyin Yǒngjìng Xiàn) ist ein Kreis des  Autonomen Bezirks Linxia der Hui der chinesischen Provinz Gansu. Er hat eine Fläche von 1.893 Quadratkilometern und zählt 186.600 Einwohner (Stand: Ende 2018). Hauptort ist die Großgemeinde Liujiaxia (刘家峡镇).

## Administrative Gliederung
Auf Gemeindeebene setzt sich der Kreis aus zehn Großgemeinden und sechs Gemeinden zusammen.

## Sehenswürdigkeiten
Die Binglingsi-Grotten (Binglingsi shiku) stehen seit 1961 auf der Liste der Denkmäler der Volksrepublik China (1-39).
Im neueröffneten Staatlichen Dinosaurier-Geopark in Lujiaxia sind 1.724 Dinosaurier-Fußabdrücke zu sehen, die am Nordufer des Taiji-Sees (太极湖) entdeckt wurden, darunter Sauropoda, Theropoda, Ornithomimus, Ornithopoda, Pterosauria und Coelurosauria.